# Cotinga alafalçada
La cotinga alafalçada (Lipaugus uropygialis) és un ocell de la família dels cotíngids (Cotingidae).

## Hàbitat i distribució
Habita els boscos dels Andes a l'extrem sud-est del Perú i oest de Bolívia.